# Jean-Auguste-Dominique Ingres
Jean-Auguste-Dominique Ingres (Montauban, 29 de agosto de 1780-París, 14 de enero de 1867) fue un pintor francés. No fue, en sentido estricto, neoclásico ni académico, sino un ferviente defensor del dibujo. Resulta a la vez neoclásico y romántico. Ingres constituye un claro exponente del romanticismo en cuanto a los temas, el trazo abstracto y los tonos planos de intenso colorido. Algunas de sus obras se enmarcan en el llamado «Estilo trovador», inspirándose en el ideal estético griego y gótico, además de en las miniaturas de los libros de horas de Fouquet. Igualmente, es ejemplo de orientalismo, pues muchos de sus cuadros, especialmente desnudos femeninos, están dominados por un sentido irreal del exotismo propio del siglo XVIII. Aficionado a tocar el violín, fue miembro de la orquesta del Capitolio de Toulouse y tuvo la oportunidad de tocar en varios recitales privados organizados por Niccolò Paganini.

## Biografía
Nació en Montauban, en Tarn-et-Garonne. Su padre Jean Marie Joseph Ingres, escultor, pintor y decorador, supo reconocer en su hijo el talento pictórico que poseía y rápidamente favoreció sus aspiraciones artísticas. Con 11 años, ingresó en la academia de Toulouse (1791) y se formó con maestros como el pintor Roques y el escultor Vigan. El joven estudiante ganó premios en varias disciplinas, como composición, figura y antigüedades y estudios del natural. Su talento musical se desarrolló con el violinista Lejeune, y de los trece a los dieciséis años fue segundo violín en la Orquesta del Capitolio de Toulouse. Ya entonces estaba decidido a ser pintor de historia que, en la jerarquía pictórica establecida por la Real Academia de Pintura y Escultura bajo Luis XIV, y mantenida hasta bien entrado el siglo XIX, se consideraba el más alto nivel de pintura. No quería hacer simplemente retratos y escenas de la vida cotidiana como su padre, sino representar a los héroes de la religión, la historia y la mitología, idealizarlos y mostrarlos de manera que explicaran sus acciones. En 1797, la Academia le otorgó el primer premio de dibujo y en agosto se fue a París para estudiar bajo la dirección de Jacques Louis David, pero su frío neoclasicismo no encajaba en el ideal de belleza que él tenía, fundado en las difíciles armonías de líneas y colores.
En 1801, ganó el primer Premio de Roma con Aquiles recibiendo a los embajadores de Agamenón. Realizó numerosos dibujos y retratos: La familia Riviére (1805); Granet, La Bella Celia; Napoleón entronizado (1806). En 1806, Ingres se marchó a Roma, donde permaneció dieciocho años, y descubrió a Rafael y el Quattrocento italiano que marcarán definitivamente su estilo. Estos años de trabajo serán los más fecundos de su carrera. A ellos pertenecen voluptuosos desnudos femeninos, entre los que cabe destacar La bañista; paisajes, dibujos, retratos, y las composiciones históricas, religiosas o mitológicas: Juana de Arco, La virgen de la hostia, Jesús entre los doctores, Cristo entregando a San Pedro las llaves del Reino (1820) o Júpiter y Tetis. Está en el cenit de su arte, pero en Francia sus cuadros pintados en Italia reciben acerbas críticas, no gustan, e Ingres decide quedarse en Roma.

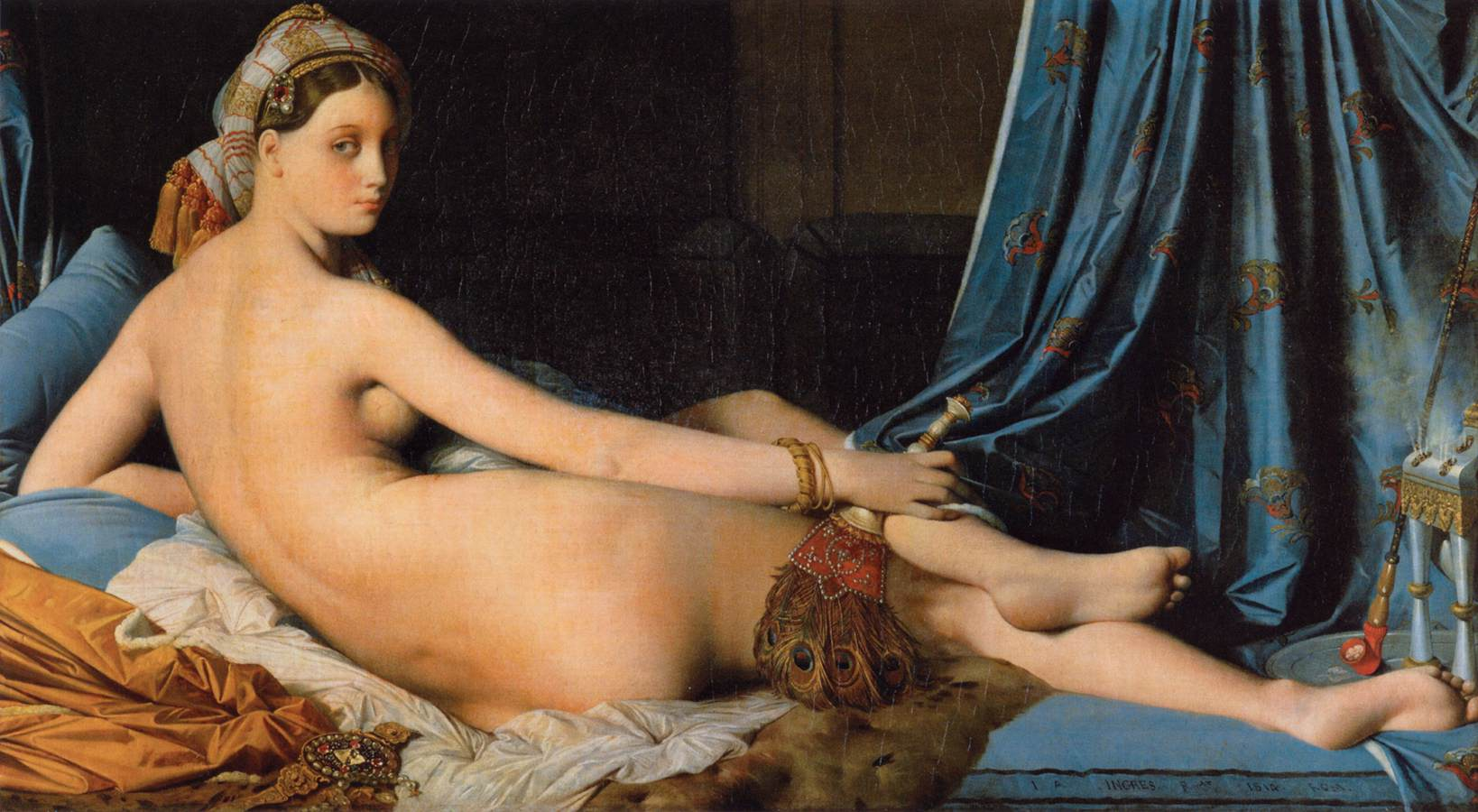
La gran odalisca (1814, 91 x 162 cm, Museo del Louvre)

En 1813 se casó tras un noviazgo solo por correspondencia con una joven que no conocía, Madeleine Chapelle, recomendada por sus amigos de Roma, a la que dedicó la obra Il fidanzamento di Raffaello, en la que el pintor francés incorpora a la amante de Rafael, la famosa Fornarina. El matrimonio fue feliz. La caída de Napoleón y las consiguientes dificultades económicas que hicieron disminuir los encargos oficiales significan para Ingres un período bastante mísero, durante el cual pintó con desgana pequeños retratos a lápiz para los turistas ricos que visitaban Roma. Para un artista que aspiraba a ser pintor de historia, le parecía un trabajo servil, y a los visitantes que llamaban a su puerta preguntando: "¿Es aquí donde vive el hombre que pinta los pequeños retratos?" les respondía con irritación: "¡No, el hombre que vive aquí es pintor!". En 1820, se instaló en Florencia y, con la presentación en Francia de su lienzo El voto de Luis XIII (1824), realizado para la Catedral de Montauban, alcanzó por fin un éxito clamoroso en el Salón de París. Fue nombrado director de la Academia de Francia en Roma, cargo que desempeñó de 1834 a 1840.
En 1841 regresó a París, donde obtuvo una acogida triunfal y se le encargó la decoración de las vidrieras de la capilla de Notre Dame. En 1846 expuso por primera vez en la Galería de Bellas Artes, y a continuación se le nombró miembro de la comisión, junto con Delacroix. En 1849, presentó su dimisión, motivada por el fallecimiento de su esposa. En la Exposición Universal de París de 1855 se presentó una retrospectiva de su obra y ese mismo año Napoleón III le nombró gran oficial de la Legión de Honor.
A causa de una enfermedad que le afectó a los ojos, en el último período, se vio obligado a valerse de alguno de sus colaboradores para ultimar la parte secundaria de sus obras, correspondientes al período maduro, caracterizado por la búsqueda de una perfección de las formas.

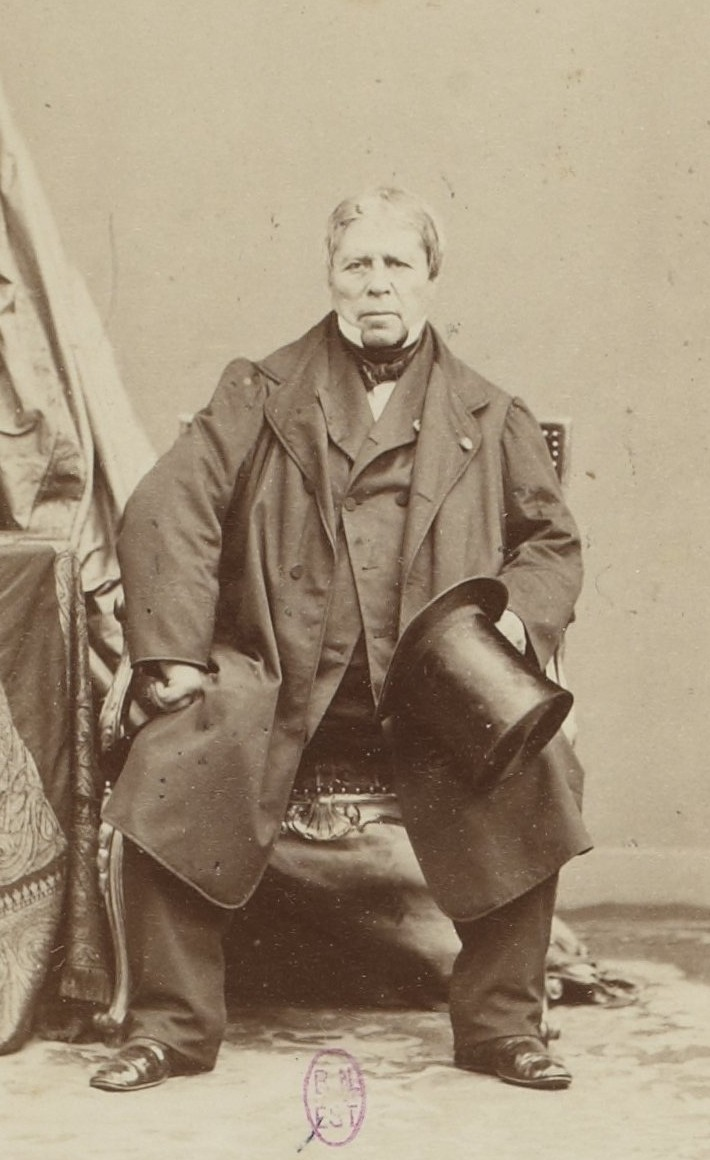
Foto del autor, ca. 1855, Museo de Bellas Artes de San Francisco

En 1852, se casó con Delphine Ramel. En 1862 fue nombrado senador y miembro del Consejo Imperial de Instrucción Pública. Tres de sus obras se exhibieron en la Exposición Internacional de Londres, confirmando su posición como destacado pintor francés.
La galería de retratos que dejó constituye un testimonio muy valioso de la sociedad aristocrática y burguesa de su tiempo, del espíritu y las costumbres de una determinada clase a la que él pertenecía, reflejando las virtudes y sus límites.
Estudió música, disciplina en la que también destacó. Durante una temporada fue segundo violinista en la orquesta del Capitolio de Toulouse; de este pasatiempo proviene la expresión francesa: violon d'Ingres (violín de Ingres).
Murió de neumonía a los ochenta y siete años. Está enterrado en el cementerio de Père Lachaise de París. La ciudad de Montauban le dedicó un museo instalado en su taller, el Museo Ingres. Amaury Duval fue su primer alumno.

### Retratos
Aunque Ingres creía que la pintura histórica era la forma más elevada de arte, su reputación moderna se basa en gran medida en la excepcional calidad de sus retratos. En el momento de su retrospectiva en la Exposición Universal de 1855, un consenso emergente consideraba que sus retratos eran sus obras maestras. Su calidad constante desmiente la queja que Ingres solía manifestar de que las exigencias del retrato le robaban tiempo que podría haber dedicado a pintar temas históricos. [Baudelaire le llamó "el único hombre en Francia que realmente hace retratos". Los retratos de M. Bertin, M. Molé y Mme d'Haussonville son verdaderos retratos, es decir, la reconstrucción ideal de individuos.... Un buen retrato me parece siempre como una biografía dramatizada" Su retrato más famoso es el de Louis-François Bertin, redactor jefe del Journal des Debats, que fue muy admirado cuando se expuso en el Salón de 1833. Ingres había planeado pintar a Bertin de pie, pero muchas horas de esfuerzo acabaron en un callejón sin salida creativo antes de decidirse por una pose sentada. Édouard Manet describió el retrato resultante como "El Buda de la burguesía". El retrato se convirtió rápidamente en un símbolo del creciente poder económico y político de la clase social de Bertin.

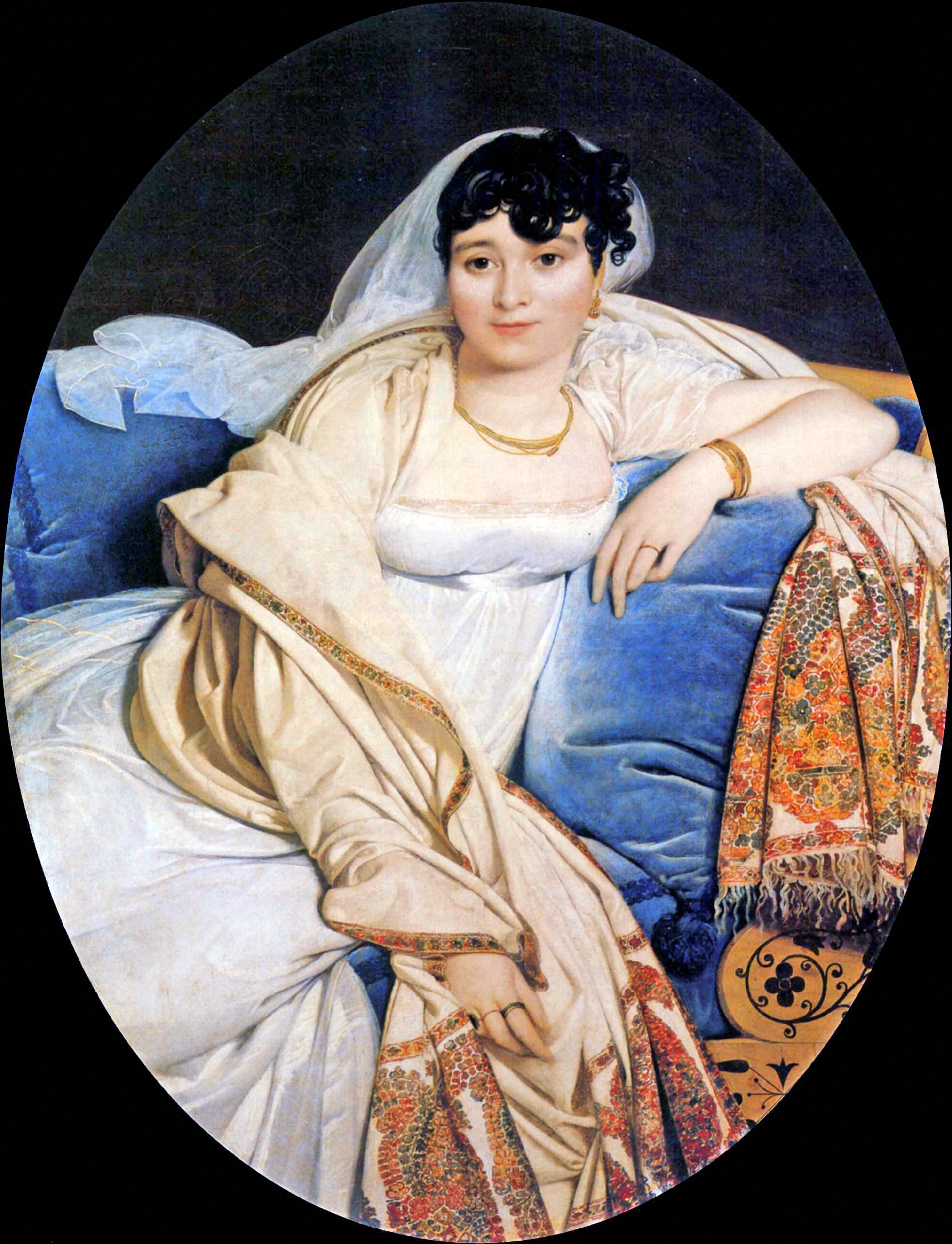
Retrato de Marie-Françoise Rivière (1805-06), óleo sobre lienzo, 116,5 x 81,7 cm, Louvre.
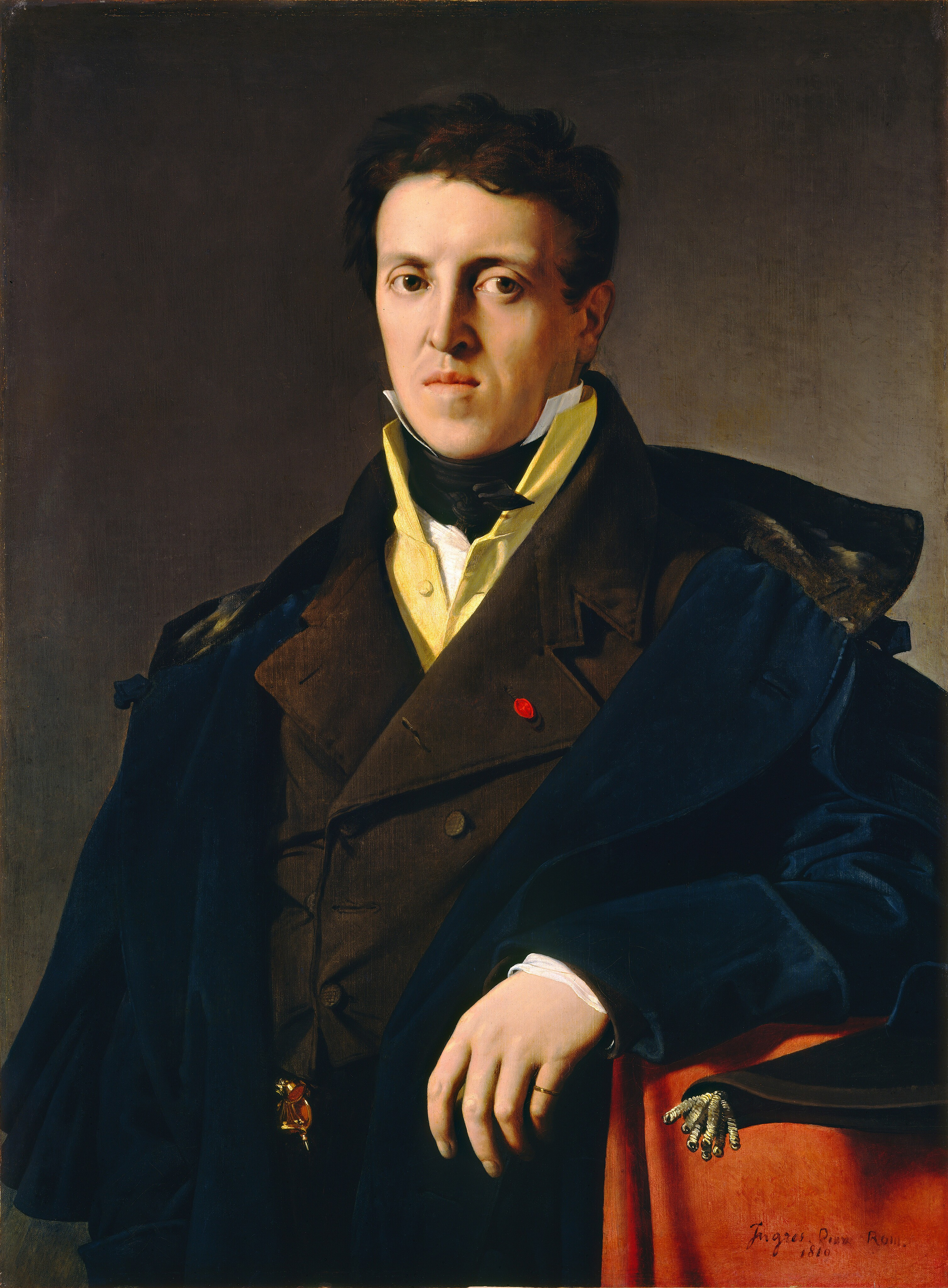
Retrato de Charles Marcotte (1810), National Gallery of Art, Washington DC.
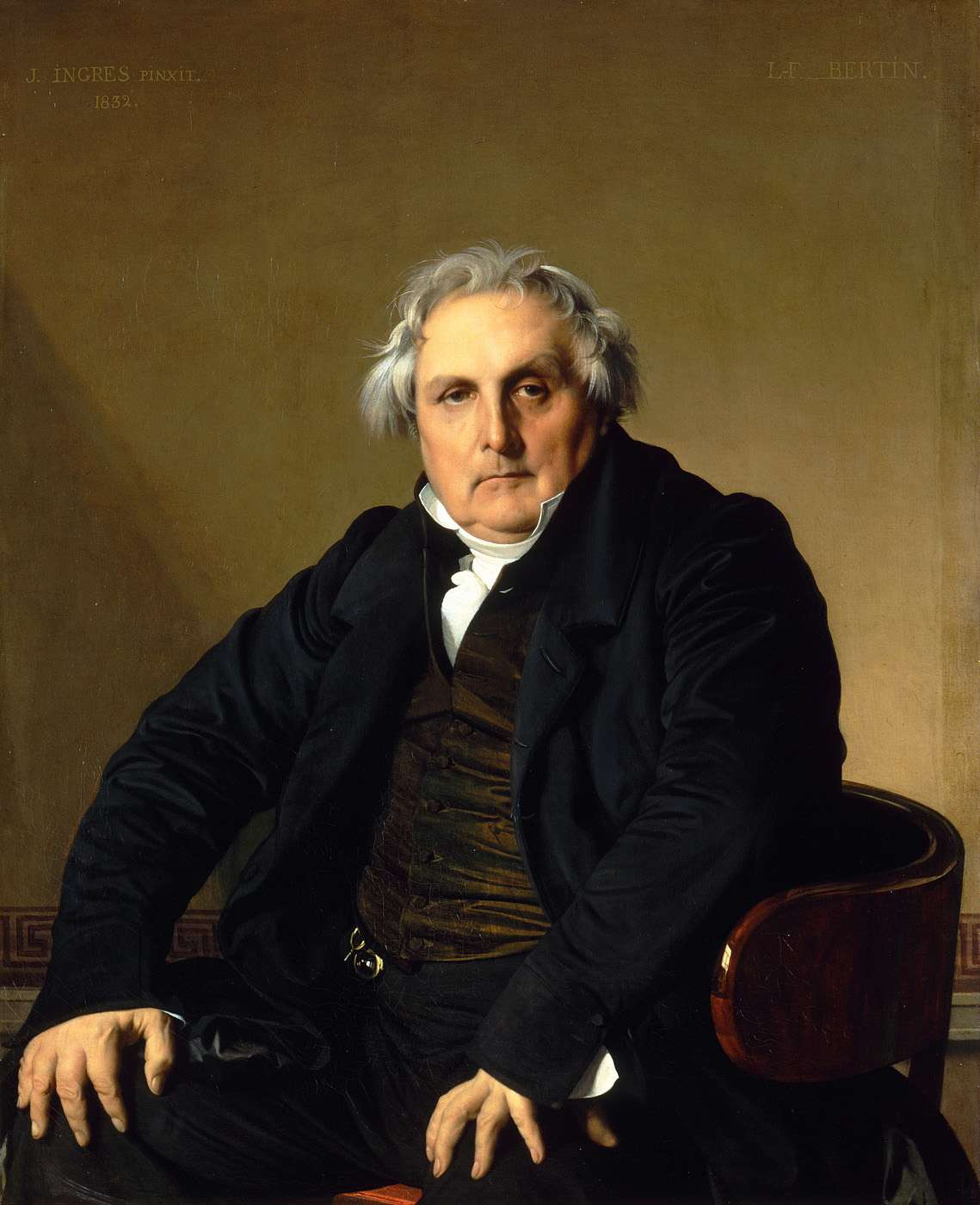
Retrato de Monsieur Bertin (1832), el Louvre.
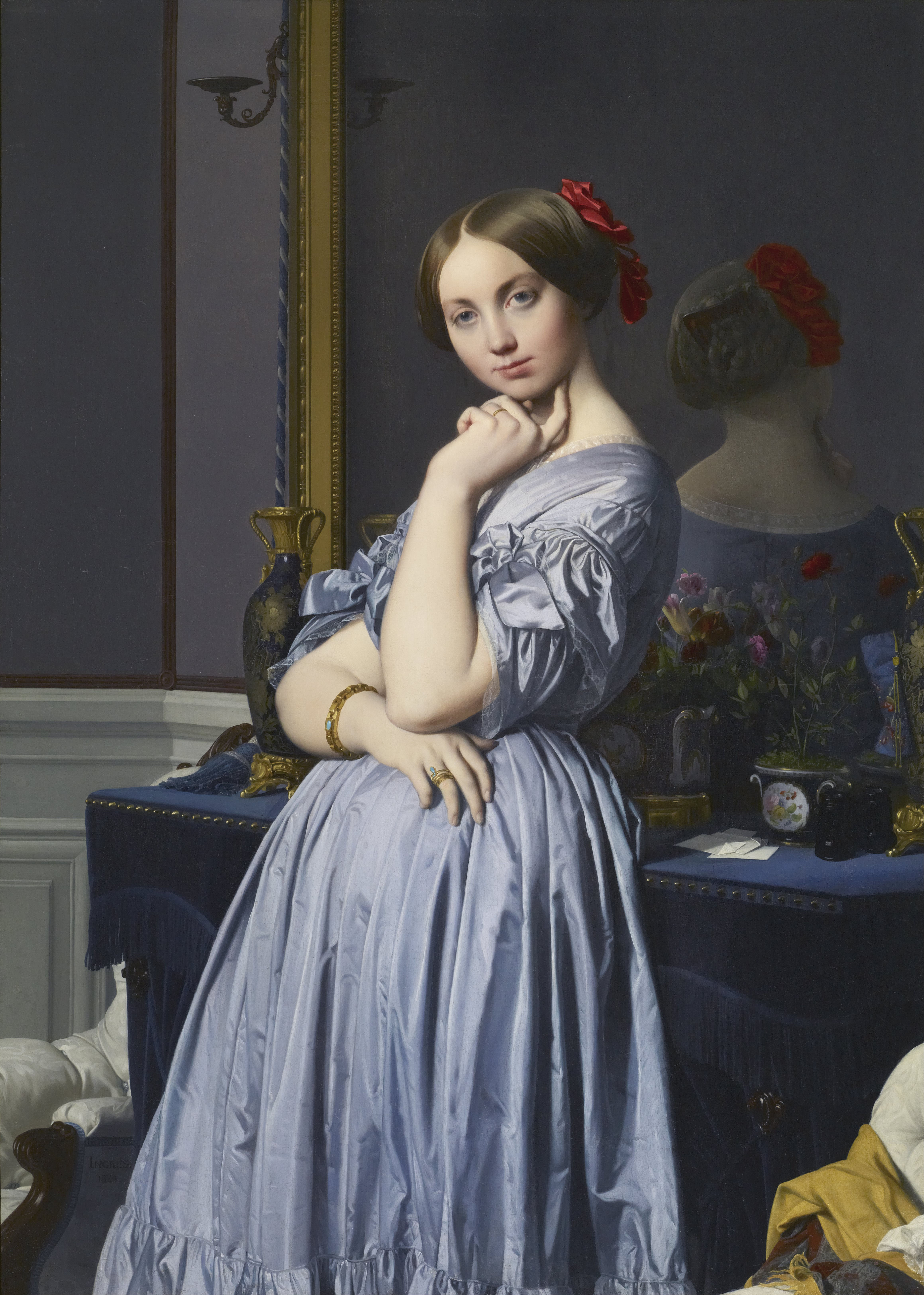
Retrato de la condesa de Haussonville (1845), Frick Collection, Nueva York.
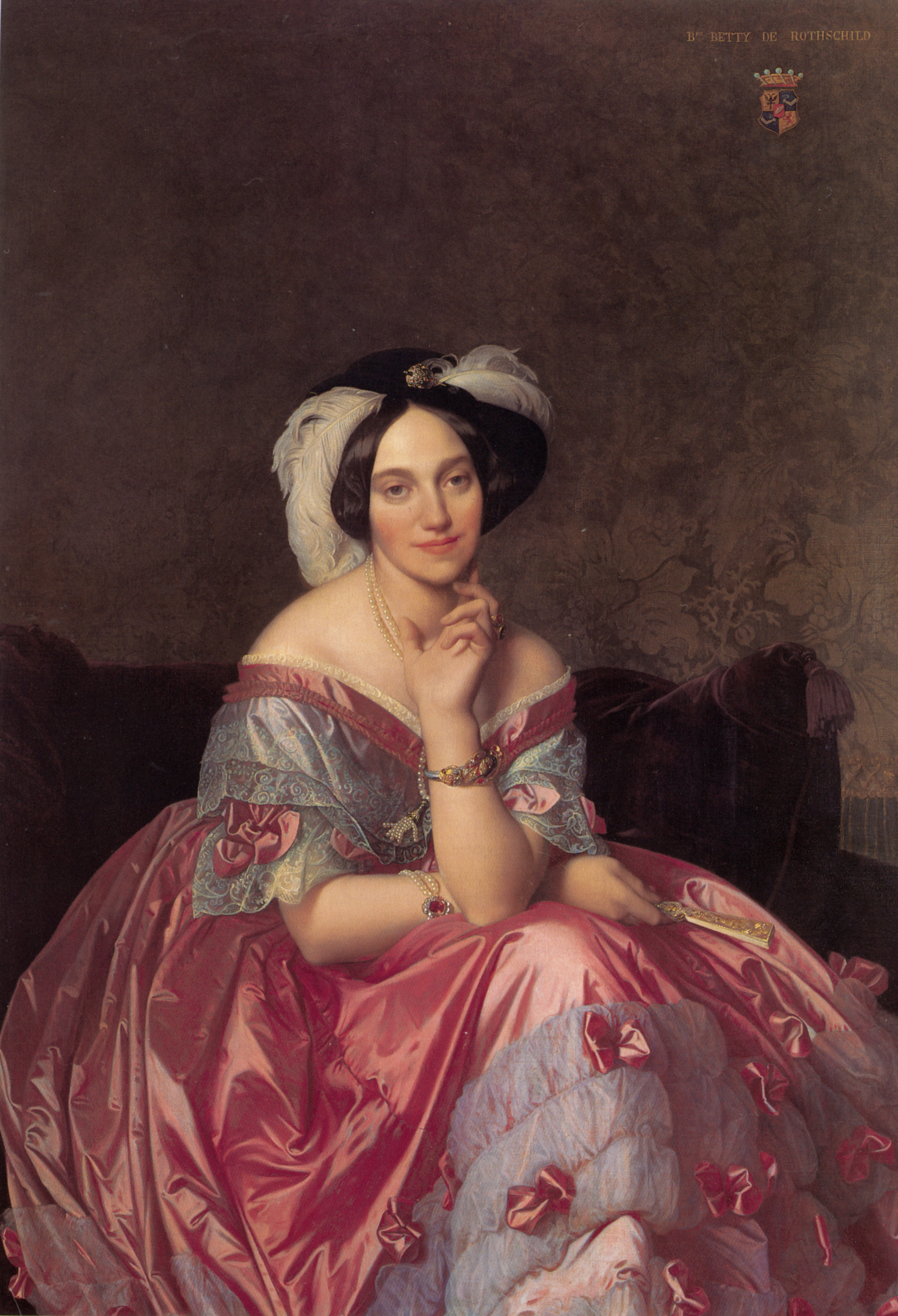
Retrato de la baronesa de Rothschild (1848), Colección Rothschild, París.

### Dibujos

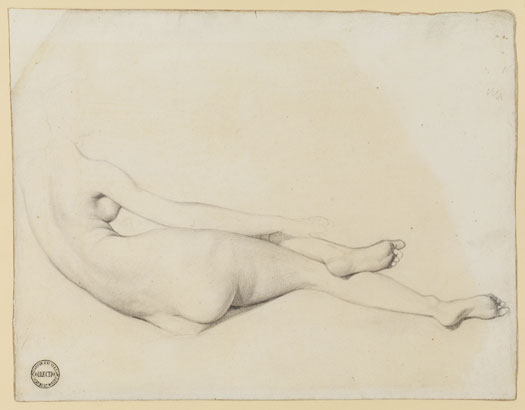
Estudio para la La gran odalisca (1814).
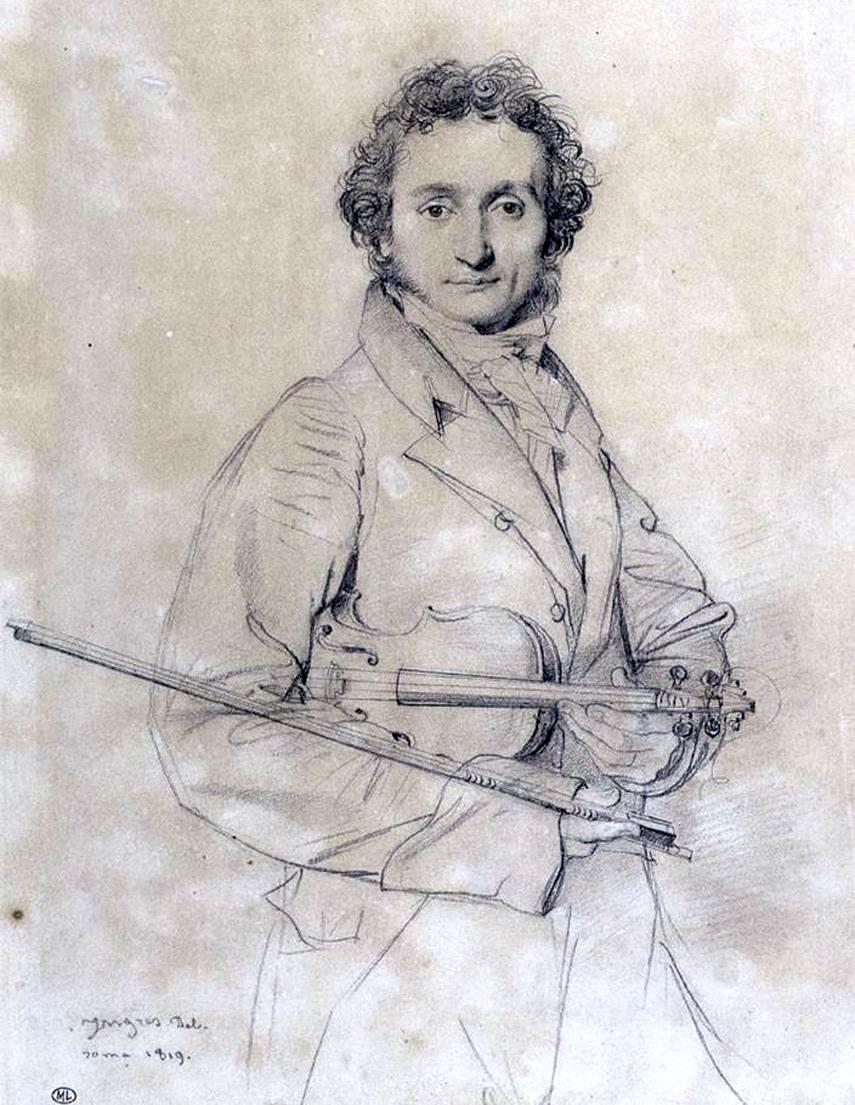
El violinista Niccolo Paganini (1819).
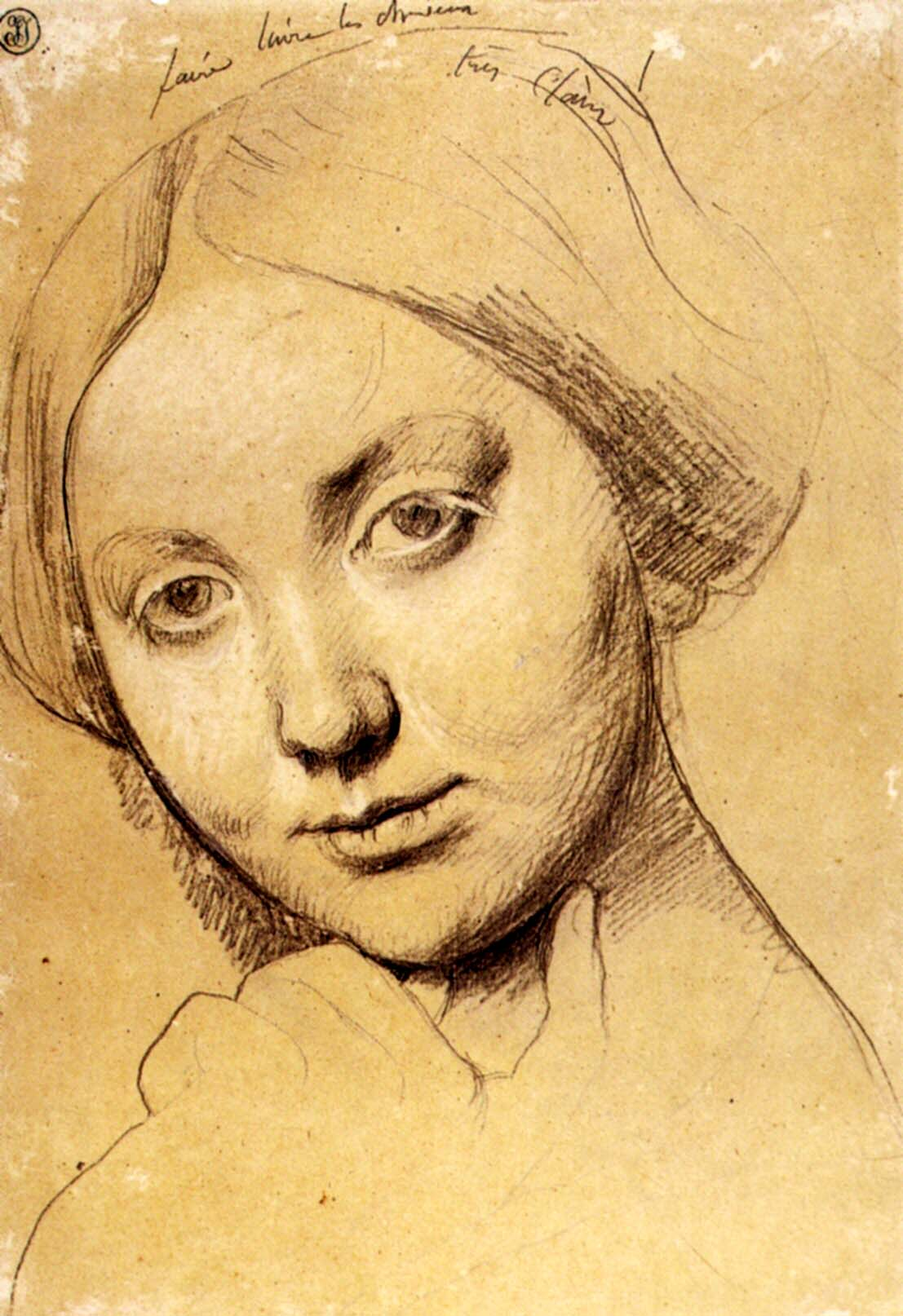
Estudio para el retrato de la vizcondesa de Haussonville (hacia 1844).
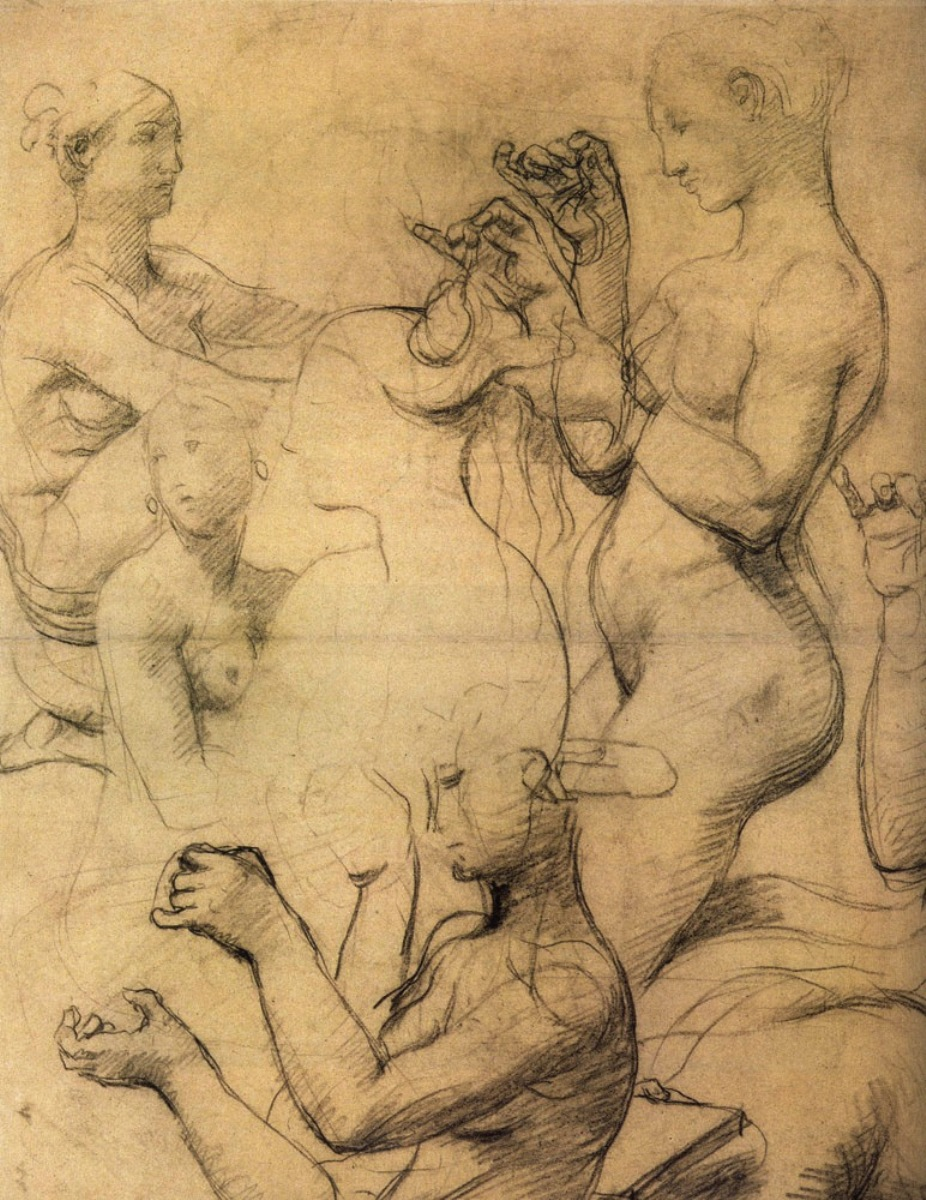
Estudio para El baño turco (1859).

El dibujo fue la base del arte de Ingres. En la Escuela de Bellas Artes destacó en el dibujo de figuras, ganando los primeros premios. Durante sus años en Roma y Florencia, realizó cientos de dibujos de familiares, amigos y visitantes, muchos de ellos de gran calidad como retratos. Nunca empezaba un cuadro sin antes resolver el dibujo, normalmente con una larga serie de dibujos en los que afinaba la composición. En el caso de sus grandes cuadros de historia, cada figura del cuadro era objeto de numerosos bocetos y estudios mientras probaba diferentes poses. Exigía a sus alumnos de la Academia y de la Escuela de Bellas Artes que perfeccionaran el dibujo antes que cualquier otra cosa; declaraba que "una cosa bien dibujada es siempre una cosa bien pintada".

### Color
Para Ingres, el color desempeñaba un papel totalmente secundario en el arte. Escribió: "El color añade ornamento a una pintura; pero no es más que su sirvienta, porque todo lo que hace es hacer más agradables las verdaderas perfecciones del arte. Rubens y Van Dyck pueden ser agradables a primera vista, pero son engañosos; pertenecen a la mala escuela de los coloristas, la escuela del engaño. Nunca uses colores brillantes, son antihistóricos. Es mejor caer en el gris que en los colores brillantes" El Instituto de París se quejaba en 1838 de que los alumnos de Ingres en Roma "tenían una deplorable falta de conocimiento de la verdad y el poder del color, y de conocimiento de los diferentes efectos de la luz. Todos sus lienzos tienen un efecto opaco y apagado. Parecen haber sido iluminados sólo por el crepúsculo". El poeta y crítico Baudelaire observó: "los alumnos de M. Ingres han evitado muy inútilmente cualquier apariencia de color; creen o fingen creer que no son necesarios en la pintura."
Los propios cuadros de Ingres varían considerablemente en su uso del color, y los críticos solían tacharlos de demasiado grises o, por el contrario, demasiado estridentes. Baudelaire -que dijo "M. Ingres adora el color como un sombrerero de moda"- escribió sobre los retratos de Louis-François Bertin y Madame d'Haussonville: "Abrid los ojos, nación de simplones, y decidnos si habéis visto alguna vez una pintura tan deslumbrante y llamativa, o incluso una mayor elaboración del color". Los cuadros de Ingres se caracterizan a menudo por fuertes colores locales, como los "azules ácidos y verdes botella" que Kenneth Clark profesaba "disfrutar perversamente" en La Grande Odalisque. En otras obras, especialmente en sus retratos menos formales como el de Mademoiselle Jeanne-Suzanne-Catherine Gonin (1821), el color es comedido.

## Obra

El baño turco, 1862, diam. 108 cm, Louvre.

Su obra se divide, esencialmente, en tres géneros: * La pintura histórica, sobre todo a partir de su estancia en Italia. A modo de ejemplo, Juana de Arco en la coronación de Carlos VII (1854, Museo del Louvre, París). En estas obras Ingres continuó el estilo de David. La muerte de Leonardo da Vinci (1818, Petit Palais, París) es un ejemplo de este estilo trovador adoptado por Ingres dentro de este género. Otro ejemplo de esta época es La imposición del Toisón de Oro a Carlos Miguel Fitz-James Stuart y Silva, XIV duque de Alba y VII duque de Berwick (Madrid, Palacio de Liria), única pintura suya conservada en España. Otro ejemplo es La apoteosis de Homero (1827, Louvre).
- Los retratos, aunque él consideró este género como menor durante su juventud. Ejemplos: el de Mademoiselle Caroline Rivière (1806, Louvre), el de Monsieur Bertin (1832, Louvre), La condesa de Haussonville (1845, Colección Frick de Nueva York) o Madame Moitessier (1856) (Galería Nacional de Londres). Ingres se convirtió en el retratista refinado de la nobleza y la alta burguesía, que había accedido al poder durante la monarquía de julio.
- Los desnudos femeninos, de líneas sinuosas, dibujo exacto y pureza de formas. Algunas de sus obras más importantes son:
  - Su Gran bañista (llamada La bañista de Valpinçon, 1808, Louvre), recuerda a los lienzos de David durante la Revolución; ofrece un desnudo femenino de espaldas con un gran refinamiento de contornos y de colores, la mujer está iluminada por los reflejos difusos de la toalla y del turbante que limita con líneas arabescas. Esta bañista es la primera de una serie que realizará a lo largo de toda su carrera.
  - La gran odalisca (1814, Louvre), fue encargada para formar pareja con otro desnudo pintado por Ingres años antes, La durmiente de Nápoles (1808; perdido). Representa a la mujer de un harén recostada voluptuosamente en un diván, con una pose que recuerda a Madame Récamier, de David, de la que un joven Ingres pintó los accesorios. Es ejemplo del estilo orientalista de Ingres.[2]
  - El baño turco (1862, Louvre), representa un grupo de mujeres desnudas en un harén.

## Posteridad

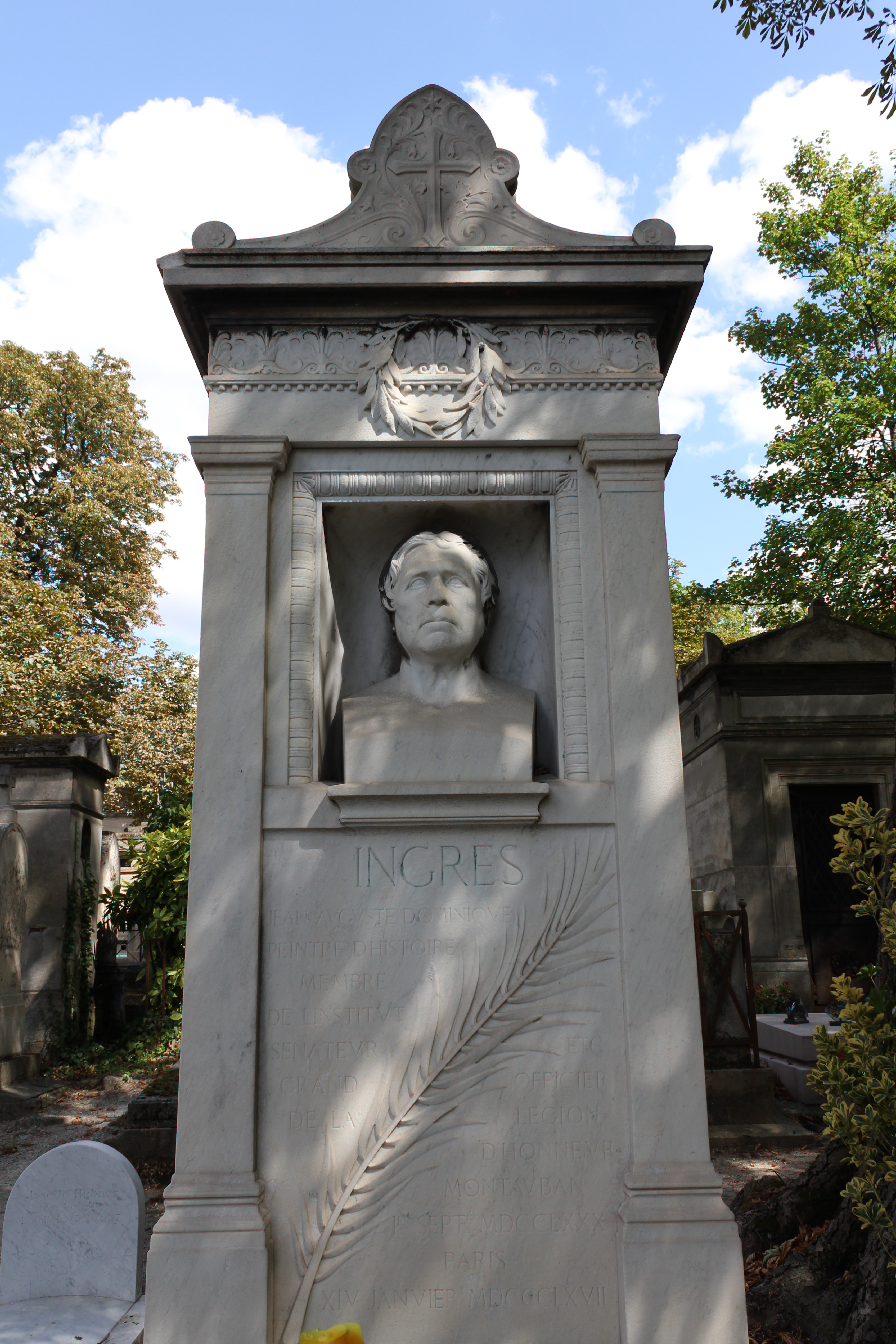
Tumba de Ingres en el Cementerio del Père-Lachaise de París. El busto fue elaborado por Jean-Marie Bonnassieux.

Ingres fue un maestro dedicado y admirado por sus discípulos. El más conocido de ellos fue Théodore Chassériau. Pero su influencia se dejó sentir también entre los mejores impresionistas, y Edgar Degas tenía más de veinte cuadros suyos. En el Salón de Otoño de 1905, se realizó una exposición de su obra.
En el siglo XX, Pablo Picasso tomó para algunos de sus cuadros referencias de Ingres, en especial para La gran odalisca a partir de Ingres, pintada en 1907. En otro estilo, Man Ray retomó el tema de los torsos desnudos, en su Violón de Ingres (1920), fotografía de una modelo desnuda sobre la cual trazó las líneas del instrumento musical.